# Fátima Amiri
Fátima Amiri (Afganistán, 2005) es una mujer afgana, una de las supervivientes de un atentado suicida en un centro educativo de Kabul, Afganistán, ocurrido el 30 de septiembre de 2022. En dicho atentado ella resultó gravemente herida, perdió la vista en  un ojo y la audición de un oído. Fue nombrada por la BBC como una de las 100 mujeres inspiradoras del año 2022.

## Atentado
El 30 de septiembre de 2022, en el barrio Dasht-e Barchi, en Kabul, se produjo un atentado suicida contra un centro educativo del que Fátima Amiri fue una de sus supervivientes. El objetivo era el Centro Educativo Kaaj, una escuela privada donde muchos jóvenes, en su mayoría mujeres y de la minoría hazara, chiita, se preparaban para el examen de entrada a la universidad "Kankor". Un atacante suicida entró en el vestíbulo de la escuela y se detonó. Al menos 54 personas murieron y otras 114 resultaron heridas.
Amiri sufrió heridas muy graves y le provocaron la pérdida de un ojo y de la audición en un oído. Además, se le quedó metralla en partes de la cara y el dolor de mandíbula que le impide puede comer adecuadamente. Necesitaba una cirugía delicada para retirar la metralla de la cara, reparar la mandíbula y restaurar el tejido interno del oído afectado para la que tendría que viajar al extranjero, pero la familia de Fátima era muy pobre y no podían permitirse pagar el viaje.
En noviembre de 2022, una pareja afgana residente en Virginia, Estados Unidos, abrió un crowdfunding para su tratamiento y, en dos semanas, recaudó la cantidad necesaria. Otras fuentes informan que la campaña de recaudación de fondos fue creada por Farhad Darya y Musa Zafar.Otras campañas abiertas para ayudarla fueron US Campaigners y The Omar Jan Mayaar Foundation. Pero estaban teniendo dificultades para enviar el dinero a la familia de Fátima debido a las sanciones internacionales impuestas a Afganistán después de que los talibanes tomaron el poder. Además, la mayoría de las embajadas en Afganistán estaban cerradas y el gobierno restringía la emisión de pasaportes.
A pesar de las dificultades, a principios de diciembre de 2022, Fatima Amiri llegó a Turquía para comenzar su tratamiento médico.

## Trayectoria
Mientras se recuperaba de las heridas provocadas por el ataque, todavía en Kabul, Fátima Amiri estudió y realizó los exámenes nacionales para acceder a la universidad. El examen llamado "Kankor" es altamente competitivo y más de 100.000 estudiantes lo realizaron en 2021. Obtuvo muy buenos resultados en los exámenes, obteniendo 313 puntos sobre 360 (85% de acierto). Como estaba en el top 10, pudo elegir el curso y la universidad que quería: estudiará informática en la Universidad de Kabul.

## Reconocimientos
La BBC la nombró una de las 100 mujeres inspiradoras de 2022.